# Helen Paul
Helen Paul (née à Lagos, Nigeria) est une actrice nigériane, vedette du cinéma Nollywood mais aussi une chanteuse.

## Biographie
Née en 1983 à Lagos, Helen Paul travaille en tant que présentatrice indépendante et à plein temps pour plusieurs médias au Nigeria, notamment de Lagos Television (LTV 8), Continental Broadcasting Service (CBS) et M-Net. Elle se fait également connaître en tant que personnage comique coquin dans l'émission de radio Wetin Dey sur Radio Continental 102.3FM, à Lagos. Elle y est connue sous le nom de Tatafo, une enfant pleine d'esprit qui aborde et tourne en dérision les problèmes de société de manière satirique. Elle présente également des programmes sur TVC et Naija FM 102.7.
En juillet 2012, Paul sort son premier album Welcome Party, qui contient des chansons afro-pop telles que Boju Boju, Vernacular, Gbedu, God Forbid, une chanson afro RnB intitulée Children of the World, et Use Calculator, une chanson de sensibilisation sur la menace de l'épidémie du Syndrome d'immunodéficience acquise (SIDA). Elle sort ensuite quelques singles, dont Take It Back. En 2018, elle publie l'audio et les visuels de son single intitulé Never Knew, une chanson sur son parcours,.
Elle ouvre aussi une boutique de mariage et de tissus à Lagos en 2012, appelée Massive Fabrics and Bridals, puis trois autres points de vente de la boutique dans différents quartiers de Lagos.
En 2014, elle ouvre une académie de cinéma et de théâtre, la Helen Paul Theater and Film Academy, qui se compose d'un studio de danse, d'un studio de maquillage, d'un studio d'enregistrement, d'un studio de répétition, d'un studio photo, d'une bibliothèque principalement numérique, d'un studio d'édition et d'un studio d'enregistrem
En 2019, elle obtient un doctorat en arts du théâtre à l'université de Lagos. Elle dédie ce diplôme à sa mère, qui, révèle-t-elle, l'a mise au monde à la suite d'un viol,. En 2021, elle s'installe avec sa famille aux États-Unis,. En 2022, elle est nommée directrice du département des arts, de la musique et du divertissement à l'université Heart International aux États-Unis.

## Filmographie
- 2011 : The Return of Jenifa
- 2011 : Damage
- 2012 : A Wish
- 2012 : The Place : Chronicle of the Book
- 2012 : Osas (Omoge Benin)
- 2012 : Igboya
- 2014 : When Love Happens
- 2014 : Alakada 2
- 2014 : Akii The Blind
- 2014 : Abiodun Kogberegbe
- Mama Put
- Pawns